# 格雷岛奴隶城堡

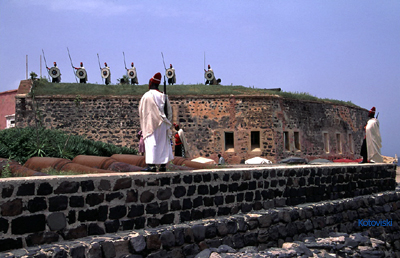
格雷岛奴隶城堡

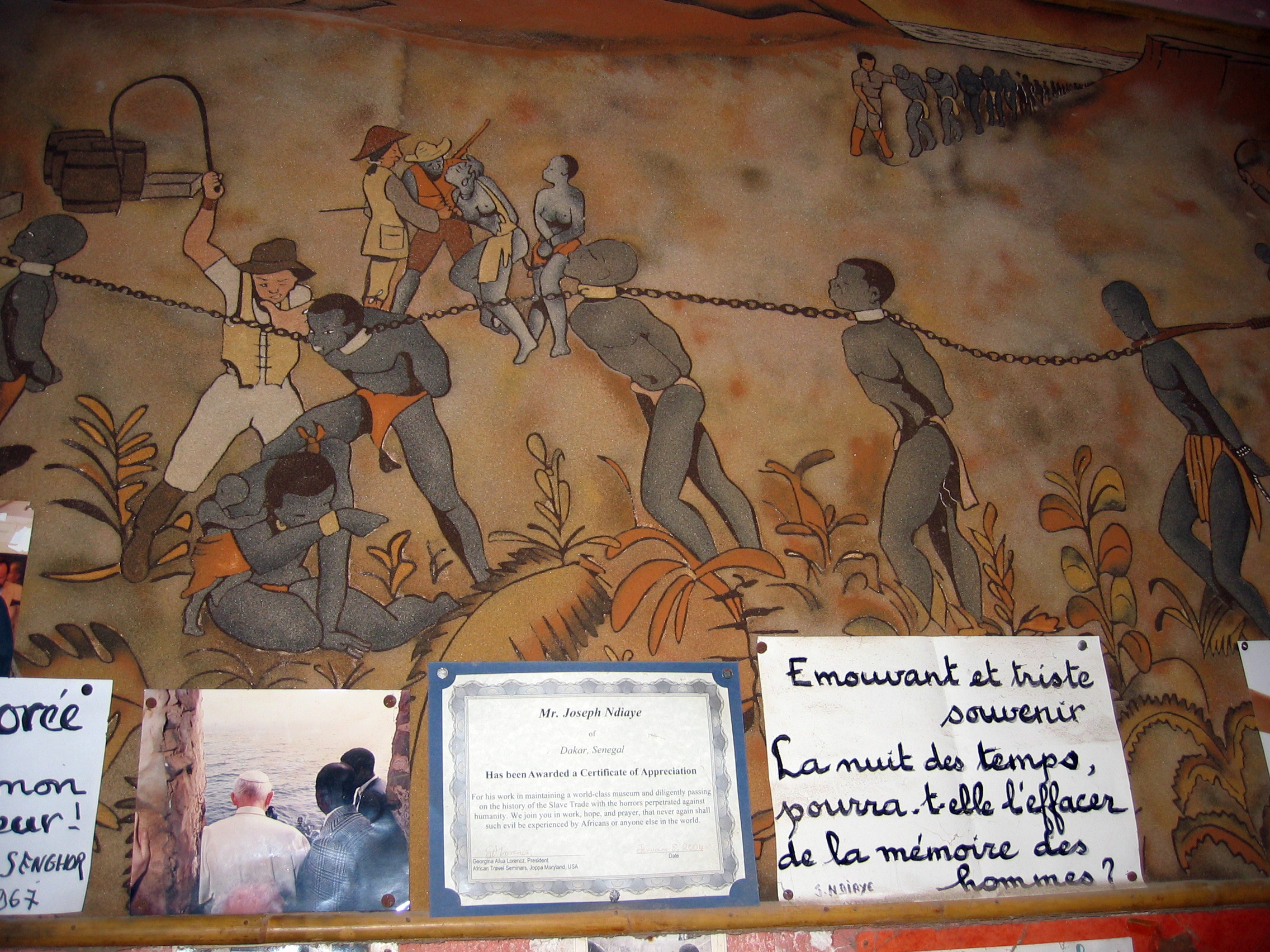

格雷岛奴隶城堡（Maison des Esclaves）是一座位于塞内加尔的城堡。

## 历史
大约1780至1784年间，由一个法非混血商人在塞内加尔的格雷岛建立的，1962年被改建为博物馆。
今天的格雷岛是达喀尔市19个区（communes d'arrondissement）之一。，1978年列入联合国教科文组织世界遗产名录 。